# Большеширданское сельское поселение
Большеширданское се́льское поселе́ние — муниципальное образование в Зеленодольском районе Татарстана Российской Федерации.
Административный центр — село Большие Ширданы.

## История
Статус и границы сельского поселения установлены Законом Республики Татарстан от 31 января 2005 года № 24-ЗРТ «Об установлении границ территорий и статусе муниципального образования "Зеленодольский муниципальный район" и муниципальных образований в его составе».

## Население
| 2010 | 2012 | 2013 | 2014 | 2015 | 2016 | 2017 |
| ---- | ---- | ---- | ---- | ---- | ---- | ---- |
| 490  | ↘476 | ↘450 | ↘448 | ↘436 | ↘423 | ↘415 |
| 2018 |      |      |      |      |      |      |
| ↘393 |      |      |      |      |      |      |

## Состав сельского поселения
| № | Населённый пункт | Тип населённого пункта       | Население |
| - | ---------------- | ---------------------------- | --------- |
| 1 | Большие Ширданы  | село, административный центр |           |
| 2 | Малые Ширданы    | село                         |           |
| 3 | Селище Говядино  | деревня                      |           |
| 4 | Старые Ширданы   | деревня                      |           |